# 昝家驤
昝家驤（1960年5月5日—）為臺灣籃球教練、前運動員。昝家驤貫籍山東省高密縣，台北體專肄業，場上位置為中鋒，曾效力於公賣金龍，為中華男籃國手。